# Дубенка (притока Белке)
Дубенка (рус. Дубенка) река је на западу европског дела Руске Федерације. Протиче преко територије Дновског рејона на крајњем истоку Псковске области. Десна је притока реке Белке (притоке Шелоња), те део басена реке Неве, односно Финског залива Балтичког мора.
Дужина водотока је 39 km, а површина сливног подручја 134 km². Протиче јужним и западним делом Дновског рејона. Свој ток започиње код села Овина, запано од Овинске мочваре, тече у смеру запада и улива се у реку Белку као њена десна притока код села Дубенке. Целим током протиче преко ниског и доста замочвареног подручја и типична је равничарска река са бројним меандрима корита.